# 暗殺 (2015年の映画)
『暗殺』（あんさつ、原題：암살）は、2015年公開の韓国映画。監督はチェ・ドンフン。主演はチョン・ジヒョン、イ・ジョンジェ、ハ・ジョンウ。韓国で観客動員数1,270万人を記録した。第36回青龍映画賞最優秀作品賞、第52回百想芸術大賞映画部門作品賞受賞作。

## キャスト
※括弧内は日本語吹替
- チョン・ジヒョン(小林沙苗)：アン・オギュン／満子 - 韓国独立軍の狙撃手。
- イ・ジョンジェ(森川智之)：ヨム・ソクチン - 臨時政府警務局隊長。
- ハ・ジョンウ(内田夕夜)：ハワイ・ピストル
- オ・ダルス(あべそういち)：爺や - ハワイ・ピストルのパートナー。
- チョ・ジヌン(宮本克哉)：チュ・サンオク（速射砲） - 新興武官学校出身の生計型独立軍。
- イ・ギョンヨン（朝鮮語版）(拝真之介)：カン・イングク - 親日派。
- チェ・ドクムン（朝鮮語版）(影平隆一)：ファン・ドクサム - 爆弾専門家。行動派独立軍。
- キム・ウィソン：執事
- パク・ビョンウン：川口守 - 朝鮮駐屯軍司令官。
- チン・ギョン（朝鮮語版）：アン・ソンシム - アン・オギュン／満子の母
- ホ・ジウォン（朝鮮語版）：ミョンウ - 警務局隊員
- キム・ホンパ（朝鮮語版）：キム・グ
- チョン・ギュス（朝鮮語版）：せむし男
- キム・ガンウ：特攻隊捜査官
- シム・チョルジョン：司令官
- ハン・ドンギュ：警武官
- チョン・ギソプ：憲兵隊長
- チョン・インギョム：佐々木
- イ・ファン：イ・セグァン
- キム・イヌ：木村
- イ・ヨンソク：寺内総督
- シム・ヒソプ：検事
- ユン・ジョング：反民特別委調査官
- ホン・ウォンギ：判事
- ホ・ジョンド：領事館職員
- ウ・サンジョン：イ・ワニョン伯爵
- チョ・スンウ(柳田淳一) ：キム・ウォンボン※特別出演
- キム・ヘスク(杉山滋美)：アネモネ・マダム ※特別出演

## スタッフ
- 監督：チェ・ドンフン（朝鮮語版）
- 脚本：チェ・ドンフン、イ・ギチョル
- 制作：アン・スヒョン、チェ・ドンフン
- 助監督：イ・ハノル、イ・ウンギュ
- 撮影：キム・ウヒョン（C.G.K)
- 音楽：チャン・ヨンギュ、タルパラン（朝鮮語版）
- 美術：リュ・ソンヒ
- 衣装：チョ・サンギョン、ソン・ナリ
- 照明：キム・スンギュ
- 武術：ユ・サンソプ、ノ・ナムソク（ソウルアクションスクール）

## 受賞
- 第36回青龍映画賞：最優秀作品賞
- 第36回青龍映画賞：技術賞（衣装：チョ・サンギョン、ソン・ナリ）
- 第52回百想芸術大賞：映画部門 作品賞
- 第52回大鐘賞：主演女優賞（チョン・ジヒョン）
- 第21回春史大賞映画祭：監督賞（チェ・ドンフン）
- 第21回春史大賞映画祭：助演男優賞（チョ・ジヌン）
- 第24回釜日映画賞：主演男優賞（イ・ジョンジェ）
- 第24回釜日映画賞：美術賞（リュ・ソンヒ）
- 第35回韓国映画評論家協会賞：10大映画賞
- 第35回韓国映画評論家協会賞：撮影賞（キム・ウヒョン）
- 第35回韓国映画評論家協会賞：技術賞（美術：リュ・ソンヒ）
- 第11回マックスムービー最高の映画賞：最高の女性俳優賞（チョン・ジヒョン）
- 第7回今年の映画賞：助演男優賞（オ・ダルス）
- 第2回韓国映画制作者協会賞：最優秀作品賞
- 第2回韓国映画制作者協会賞：美術賞（リュ・ソンヒ）